# Ágios Pétros (Leucade)
Ágios Pétros, en grec moderne : Άγιος Πέτρος, est un village du dème de Leucade, district régional de Leucade, en Grèce.
Selon le recensement de 2011, la population du village compte 422 habitants.